# متیل اورانژ
متیل اورانژ (به انگلیسی: Methyl orange) یک ترکیب شیمیایی و یک شناساگر پی‌اچ است. این ترکیب به هلیانتین نیز معروف است (این اسم در قرن نوزدهم میلادی از کلمه گیاه «گل آفتابگردان» به زبان یونانی گرفته شده‌است). رنگ این ماده در محیط اسیدی قرمز و در محیط بازی زرد است. این ماده به دلیل حضور گروه SO3 محلول در آب می‌باشد.